# Brasil Vôlei Clube 2022-2023
Questa voce raccoglie le informazioni riguardanti il Brasil Vôlei Clube nella stagione 2022-2023.

## Stagione
Il Brasil Vôlei Clube utilizza la denominazione sponsorizzata Vôlei Renata nella stagione 2022-23.
Partecipa alla Superliga Série A, classificandosi quarto al termine della regular season: partecipa quindi ai play-off scudetto, ma esce di scena ai quarti di finale contro l'Amigos do Vôlei. Le due formazioni si incontrano anche ai quarti di finale di Coppa del Brasile, dove è nuovamente la formazione di São José dos Campos ad avere la meglio.
In ambito statale conquista il nono Campionato Paulista della propria storia (terzo consecutivo), superando in finale il Sesi.

## Organigramma societario
Area direttiva
- Presidente: Guilherme Muller Silva
- Team manager: André Heller
- Direttore sportivo: Maurício de Lima

Area tecnica
- Allenatore: Horácio Dileo
- Assistente allenatore: Giuliano Ribas
- Scoutman: Felipe Lima
- Preparatore atletico: Rogério Oliveira

Area sanitaria
- Medico: Marcelo Krunfli
- Fisioterapista: Márcio Saraiva de Oliveira, Samuel Mamprin

## Rosa
| N° | Nome               | Ruolo | Data di nascita   | Nazionalità sportiva |
| -- | ------------------ | ----- | ----------------- | -------------------- |
| 1  | Thiago Vaccari     | S     | 9 giugno 2005     | Brasile              |
| 2  | Bryan Stragliotto  | L     | 31 marzo 2003     | Brasile              |
| 3  | Samuel dos Santos  | C     | 4 aprile 2005     | Brasile              |
| 4  | Lucas Borges       | O     | 19 dicembre 1992  | Brasile              |
| 6  | Adriano Cavalcante | S     | 6 febbraio 2002   | Brasile              |
| 7  | Everaldo da Silva  | P     | 28 maggio 1985    | Brasile              |
| 8  | Demián González    | P     | 21 febbraio 1983  | Argentina            |
| 9  | Gabriel Machado    | S     | 19 aprile 2004    | Brasile              |
| 10 | Nicolás Lazo       | S     | 16 aprile 1995    | Argentina            |
| 11 | João Franck        | S     | 9 marzo 1999      | Brasile              |
| 12 | Lucas da Silva     | S     | 4 gennaio 2001    | Brasile              |
| 13 | Guilherme Amorim   | S     | 23 maggio 2004    | Brasile              |
| 14 | Lucas Barreto      | C     | 24 giugno 1997    | Brasile              |
| 15 | Pedro Zanin        | P     | 26 aprile 2003    | Brasile              |
| 16 | Felipe de Brito    | C     | 1º ottobre 1998   | Brasile              |
| 17 | Alexandre Elias    | L     | 30 settembre 1997 | Brasile              |
| 18 | Felipe Roque       | O     | 19 maggio 1997    | Brasile              |
| 19 | Lucas Fonseca      | C     | 19 giugno 1998    | Brasile              |
| 20 | Hector Andrade     | C     | 6 ottobre 2004    | Brasile              |
| 21 | Witallo Oliveira   | C     | 17 aprile 2004    | Brasile              |

## Statistiche

### Statistiche di squadra
| Competizione      | Punti | In casa | In casa | In casa | In trasferta | In trasferta | In trasferta | Totale | Totale | Totale |
| Competizione      | Punti | G       | V       | P       | G            | V            | P            | G      | V      | P      |
| ----------------- | ----- | ------- | ------- | ------- | ------------ | ------------ | ------------ | ------ | ------ | ------ |
| Superliga Série A | 42    | 12      | 7       | 5       | 12           | 6            | 6            | 24     | 13     | 11     |
| Coppa del Brasile | -     | 1       | 0       | 1       | 0            | 0            | 0            | 1      | 0      | 1      |
| Totale            | -     | 13      | 7       | 6       | 12           | 6            | 6            | 25     | 13     | 12     |

### Statistiche dei giocatori
| Giocatore      | Superliga Série A | Superliga Série A | Superliga Série A | Superliga Série A | Superliga Série A |
| Giocatore      | P                 | PT                | AV                | MV                | BV                |
| -------------- | ----------------- | ----------------- | ----------------- | ----------------- | ----------------- |
| G. Amorim      | 0                 | 0                 | 0                 | 0                 | 0                 |
| H. Andrade     | 0                 | 0                 | 0                 | 0                 | 0                 |
| L. Barreto     | 24                | 218               | 160               | 50                | 8                 |
| L. Borges      | 23                | 27                | 25                | 2                 | 0                 |
| A. Cavalcante  | 24                | 370               | 340               | 16                | 14                |
| E. da Silva    | 24                | 10                | 4                 | 4                 | 2                 |
| L. da Silva    | 23                | 2                 | 1                 | 0                 | 1                 |
| F. de Brito    | 6                 | 31                | 19                | 10                | 2                 |
| S. dos Santos  | 0                 | 0                 | 0                 | 0                 | 0                 |
| A. Elias       | 24                | 0                 | 0                 | 0                 | 0                 |
| L. Fonseca     | 20                | 138               | 88                | 36                | 14                |
| J. Franck      | 17                | 79                | 74                | 3                 | 2                 |
| D. González    | 21                | 15                | 5                 | 3                 | 7                 |
| N. Lazo        | 23                | 164               | 133               | 9                 | 22                |
| G. Machado     | 0                 | 0                 | 0                 | 0                 | 0                 |
| W. Oliveira    | 3                 | 3                 | 2                 | 1                 | 0                 |
| F. Roque       | 24                | 473               | 410               | 27                | 36                |
| B. Stragliotto | 1                 | 0                 | 0                 | 0                 | 0                 |
| T. Vaccari     | -                 | -                 | -                 | -                 | -                 |
| P. Zanin       | 0                 | 0                 | 0                 | 0                 | 0                 |

P = presenze; PT = punti totali; AV = attacchi vincenti; MV = muri vincenti; BV = battute vincenti

NB: Non sono disponibili i dati relativi alla Coppa del Brasile e, di conseguenza, quelli totali.